# ZZトップ
- ZZトップ
- Z・Z・トップ[1]

ZZトップ（ジージー・トップ、ZZ Top）は、アメリカ合衆国テキサス州出身のスリーピース・ロックバンド。2004年『ロックの殿堂』入り。2011年、ビリー・ギボンズが『ローリング・ストーン』誌選出「歴史上最も偉大な100人のギタリスト」第32位。

## バンド史
1969年、ギターのビリー・ギボンズを中心に結成。それまで各々はサイケデリック・ロック・バンドをやっており、ビリーのバンド「ムーヴィング・サイドウォークス」は、ジミ・ヘンドリックスの前座を担当したこともあった。その際、ジミに「アメリカで最高の若手ギタリスト」と称され、ピンクのストラトキャスターを贈られたこともあった。しかし、ベーシストのドン・サマーズとキーボーディストのトム・ムーアが徴兵され、バンドは解散。その後、ギタリストのビリー・ギボンズとドラマーのダン・ミッチェルがベーシストのラニアー・グレイグを加え、オリジナルのZZトップを結成した。その後ベースがスティーヴィー・レイ・ヴォーンのバンドでプレイしていた、ビリー・エスリッジに交代。
また、ダスティ・ヒルとフランク・ベアードは、同じバンド「アメリカン・ブルース」に在籍して、こちらも2枚のアルバムを出し、順調に活動していたが、1968年頃、バンド（ロッキーとダスティ、2人のヒル兄弟とベアード）はダラス・フォートワース地域を離れ、ヒューストンに移転することを決めた。しかしこの時、ギタリストでダスティの兄であるロッキー・ヒルは本格的なブルースに専念することを望み、弟のダスティはロックを求めていた。ロッキーはバンドを去り、残りのダスティ・ヒルとベアードは、まずベアードが1969年にダン・ミッチェルと入れ替わりでZZトップに加入、1970年2月の公演からヒルがビリー・エスリッジと入れ替わる形でZZトップに加入した。
バンド結成当初はブルースに根ざしたサウンドで、黒人のブルースマン達と一緒にツアーで周ることもあった。その頃、マディ・ウォーターズらと楽屋裏でポーカーをした逸話が残っているが、必ずマディの傍らにはピストルが置いてあり、それが怖かった、と回想している。

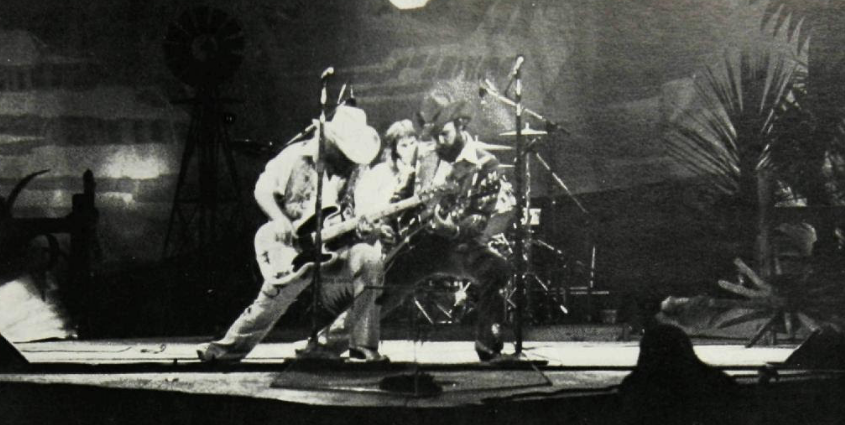
活動初期の頃 (1976年)

1973年、サード・アルバム『トレス・オンブレス』が発表され、1974年には同アルバムがゴールドディスクに輝き、シングルカットされた「ラ・グランジェ」がヒット。それまでの精力的なライブ活動と、数々の大物バンド（ローリング・ストーンズやディープ・パープル、ジャニス・ジョプリン等）の前座経験がセールスに繋がったとされている。また、この頃から全米に名の知られるところとなり、コンサートの規模や観客動員数で記録を樹立して行く。トラック数台分に及ぶ膨大なステージセットを携え全米を回り、ステージに本物の蛇を持ち込むなど、ライブ・パフォーマンスも大きな話題を呼んだ。このアルバムに収録された「Beer Drinkers & Hell Raisers」におけるギター・ソロで用いられたライトハンド奏法は、商業用としては極めて初期の段階に録音されたものと見られている。
このように、活動は上り調子となったものの、絶え間ないツアーとレコーディングの連続にバンドは疲弊。1977年をもって2年間の活動停止に入る。この間、ビリーとダスティの髭が伸び、その後よく知られるルックスになるが、特に示し合わせて髭を伸ばしたわけではなく、再会するまで2人はお互いにそのことを知らなかったという。
1980年代初頭、当時の先端技術であるシンセサイザーを導入した頃から、バンドに転機が訪れる。それまでのブギー・ロックにプログラミングされたシーケンサー・サウンドを導入、大胆な変化を見せる。そのサウンドが、アメリカの長距離トラック運転手達に特に好まれたこともあり、アルバム『イリミネイター』『アフターバーナー』などは、レコードよりもテープの方が売れることとなった。
それと同時に、この頃始まった人気番組MTVにて「Legs」や「Sleeping Bag」など、コミカルなプロモーション・ビデオが毎日のようにオンエアされ、世界の幅広い世代から受け入れられるようになる。初来日したのも、ちょうどこの頃だった。サングラスとビリー、ダスティの凄まじく長い顎髭がインパクトを呼び、日本でも有名になる。バンド名にちなんで、1998年にはホンダ・ZのCMに起用された。
1990年には、マイケル・J・フォックス主演の映画『バック・トゥ・ザ・フューチャー PART3』のエンディング・テーマに「Doubleback」を提供した。これは『バック・トゥ・ザ・フューチャー』シリーズのファンである彼らの意向によるもの。湾岸戦争の際には、戦勝祈願コンサートを実施したことがある。
1990年以降、バンドのサウンドはブルースに回帰する姿勢を見せている。ただし、新しいもの好きのビリーの趣味もあり、現代的なエフェクトやダウン・チューニングによる重厚なサウンドも多用され、新しい方向性を見出している。
2004年にはロックの殿堂入りを果たし、授賞式でのプレゼンターはキース・リチャーズが務めた。
WWEのファンであり、2009年7月20日にWWE・ロウのホストを務めた。
2012年、9年振りのアルバム『La Futura』を発表。全米6位を記録し、ベスト・アルバム『グレイテスト・ヒッツ』以来20年振りの全米トップ10入りを果たした。
2019年、結成50周年を迎えた記念のボックスセット『GOIN’50』をリリース。
2021年には新型コロナウイルス感染症の世界的流行により中止を余儀なくされていたツアーを7月中旬に再開するものの、ヒルは臀部を負傷し、ツアーからの離脱を余儀なくされた。イリノイ州ニューレノックスのヴィレッジ・コモンズで、ヒルのギター・テクニシャンであるエルウッド・フランシスがベースを担当し、ZZトップは彼抜きでパフォーマンスを行った。5日後の7月28日、ZZトップはヒルがヒューストンの自宅で72歳で亡くなったと発表した 。彼の妻は後に、彼が慢性的な滑液包炎を患っていたと報告した。ヒルの希望により、ZZトップはフランシスをベースに迎えて活動を続けることを決定した。ヒルはすでにZZトップの次の16枚目のスタジオ・アルバムのためにベースとヴォーカルをレコーディングしていた。
2022年7月22日、ZZトップはシェルター・レコード/BMGから2019年のバンドのドキュメンタリー『That Little Ol' Band from Texas』のサウンドトラック『Raw』をリリースした。ヒルとの最後のライヴ・アルバムのひとつである。
2022年12月12日、ZZトップは「The Sharp Dressed Simple Man Tour」と題した2023年夏のレイナード・スキナードとの共同ヘッドライナー・ツアーを発表し、7月21日のウェスト・パーム・ビーチから始まり、9月17日のニュージャージー州カムデンで終了する予定であった。
2023年11月6日、レイナード・スキナードとの共同ヘッドライナーによる『Sharp Dressed Simple Man Tour』の2024年継続が発表された。3月8日のジョージア州サヴァンナを皮切りに、第1弾（20日間）は南東部と中西部を中心に回り、4月20日のテキサス州コーパスクリスティで終わる。4ヶ月の休養の後、第2弾（16日間）は8月9日にミシガン州マウント・プレザントでスタートし、北東部とさらに中西部を回った後、西海岸に飛び、9月22日にワシントン州リッジフィールドで最終公演が予定されている。

## メンバー
※2024年1月時点

### 現ラインナップ
- ビリー・ギボンズ (Billy Gibbons) - ギター、ボーカル（1969年- ）
- フランク・ベアード (Frank Beard) - ドラムス（1969年- ）
- エルウッド・フランシス（Elwood Francis） - ベース、ボーカル（2021年- ）

### 旧メンバー
- ダスティ・ヒル (Dusty Hill) - ベース、キーボード、ボーカル（1970年-2021年死去）
- ラニア・グレイグ (Lanier Greig) - ベース（1969年） ※2013年死去
- ダン・ミッチェル (Dan Mitchell)  - ドラムス（1969年）
- ビリー・エスリッジ (Billy Ethridge) - ベース（1969年-1970年）

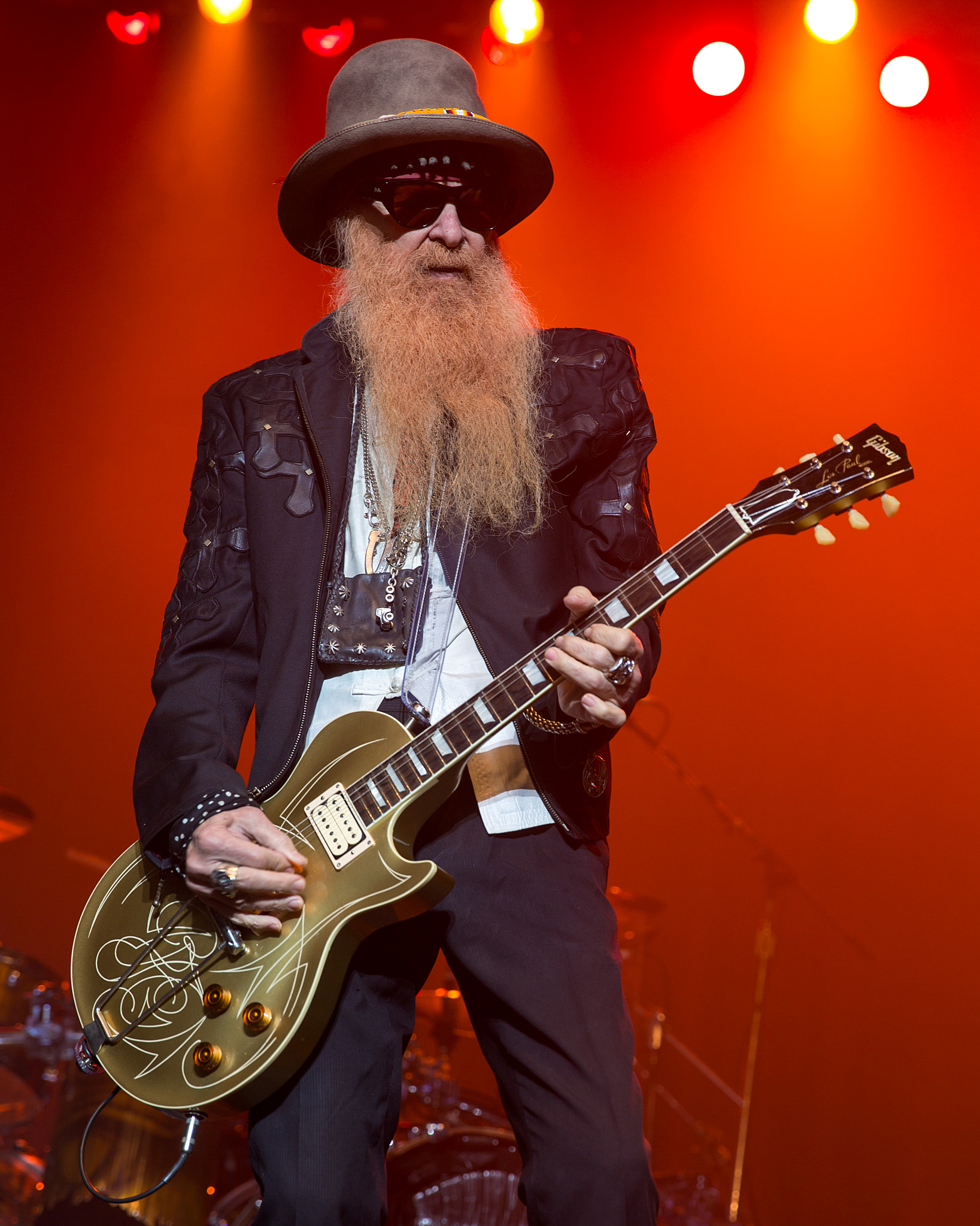
ビリー・ギボンズ（G）2015年
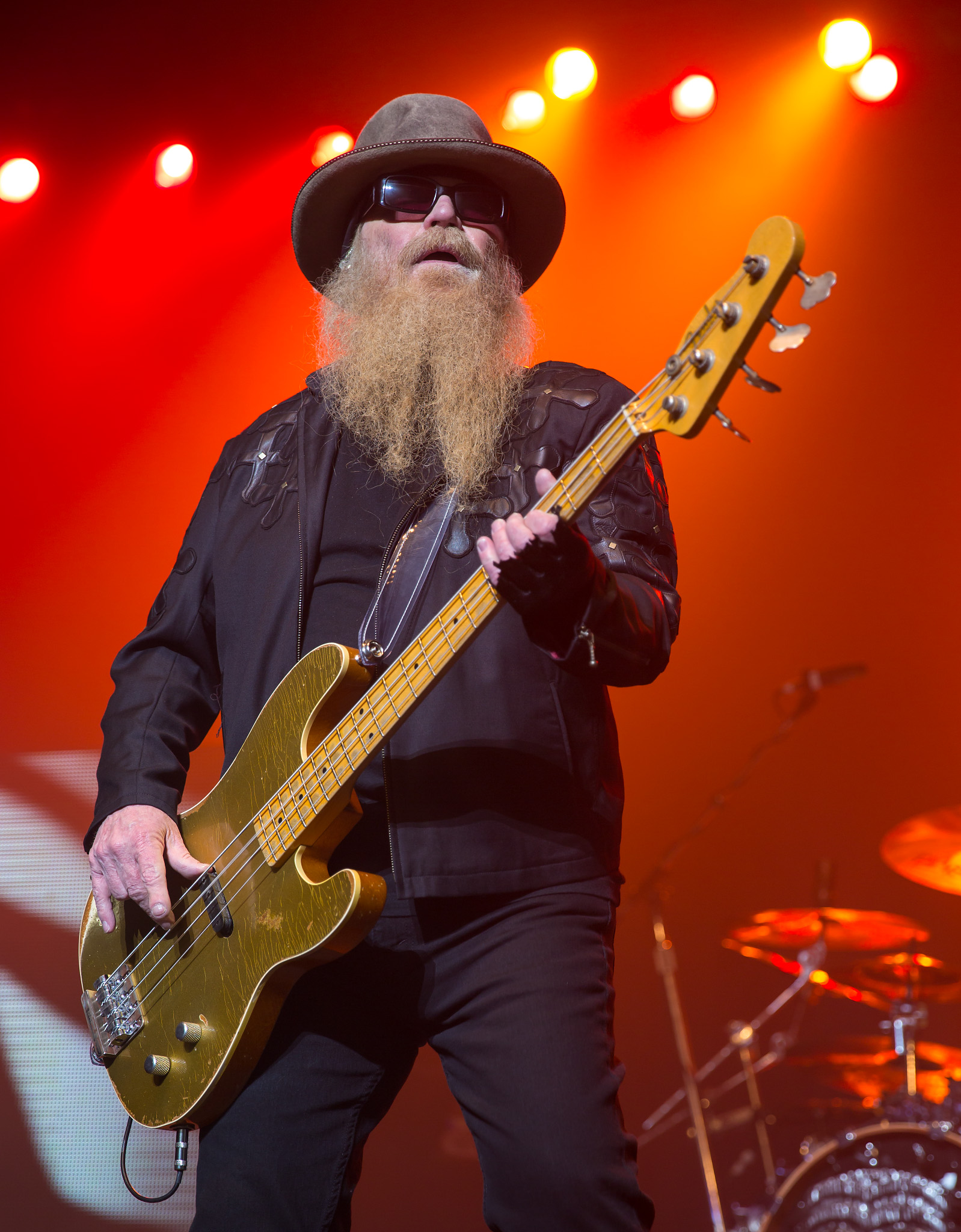
ダスティ・ヒル（B）2015年
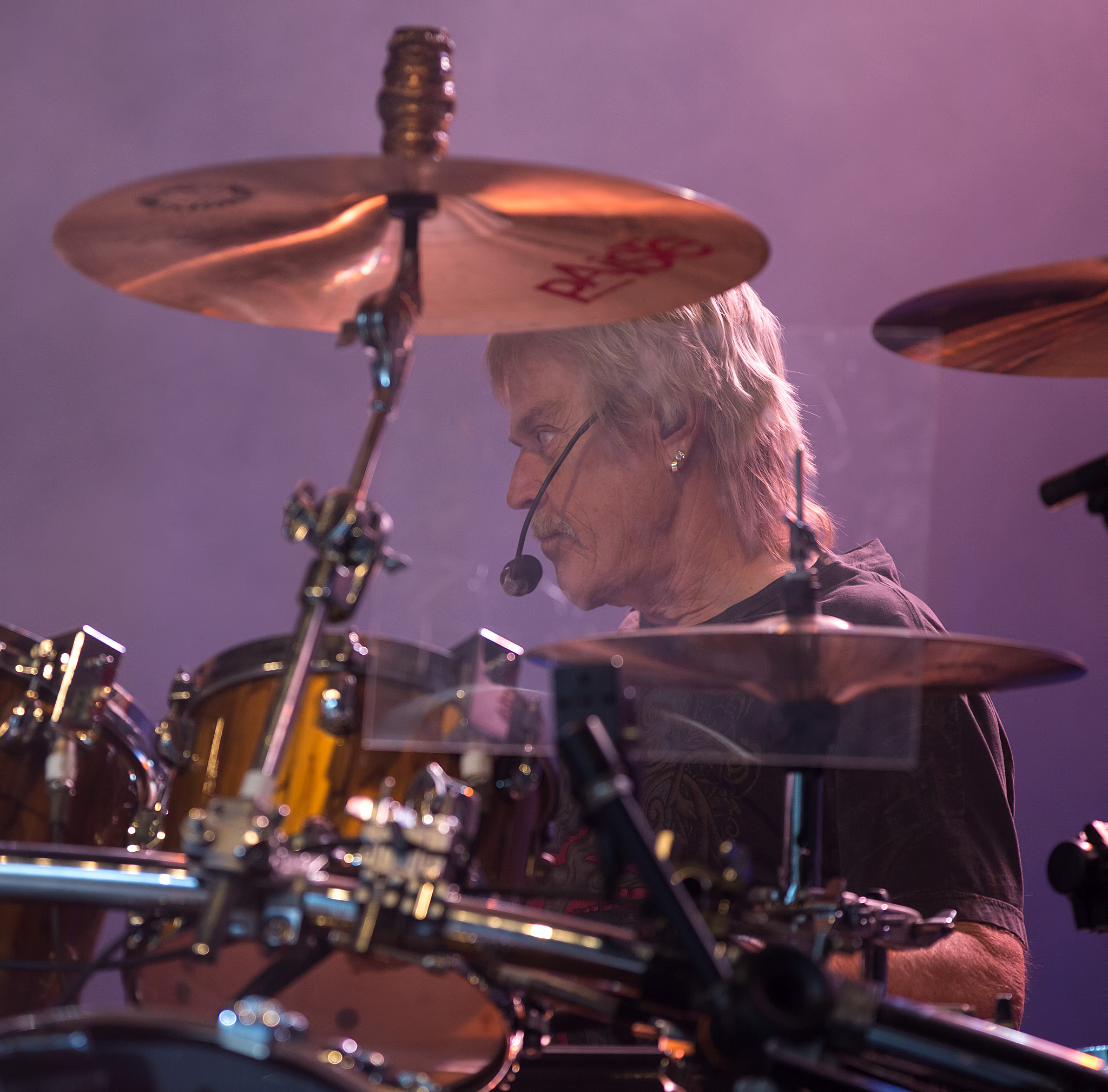
フランク・ベアード（Ds）2015年
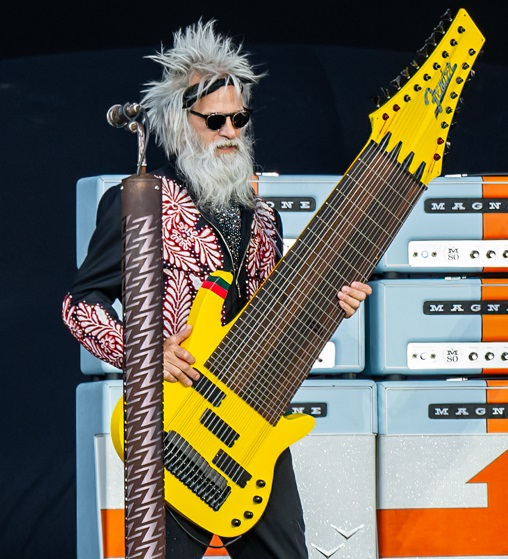
エルウッド・フランシス（B）2024年

## ギャラリー

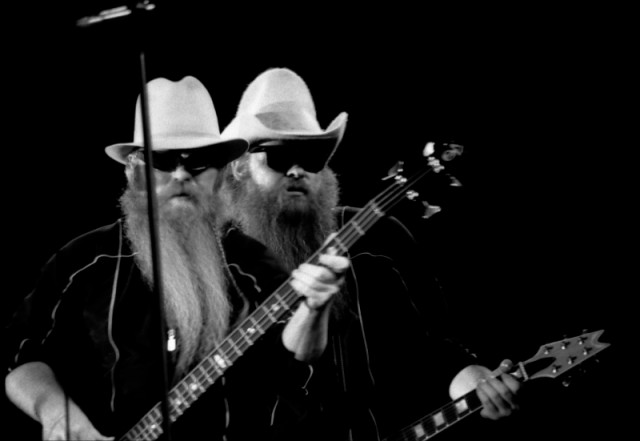
ノルウェー・ドラメン公演（1983年10月）
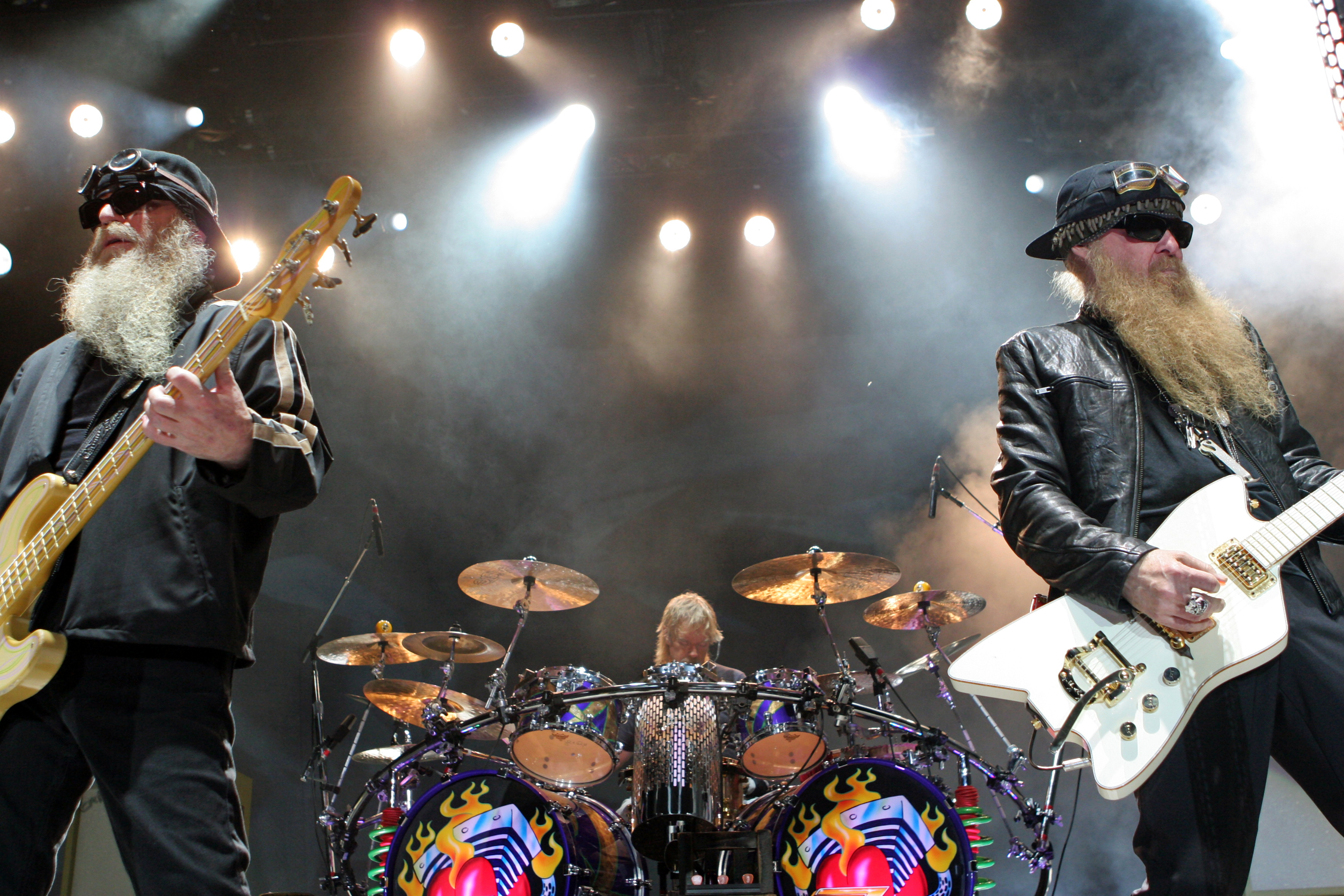
USA・ジャクソンビル公演（2008年5月）
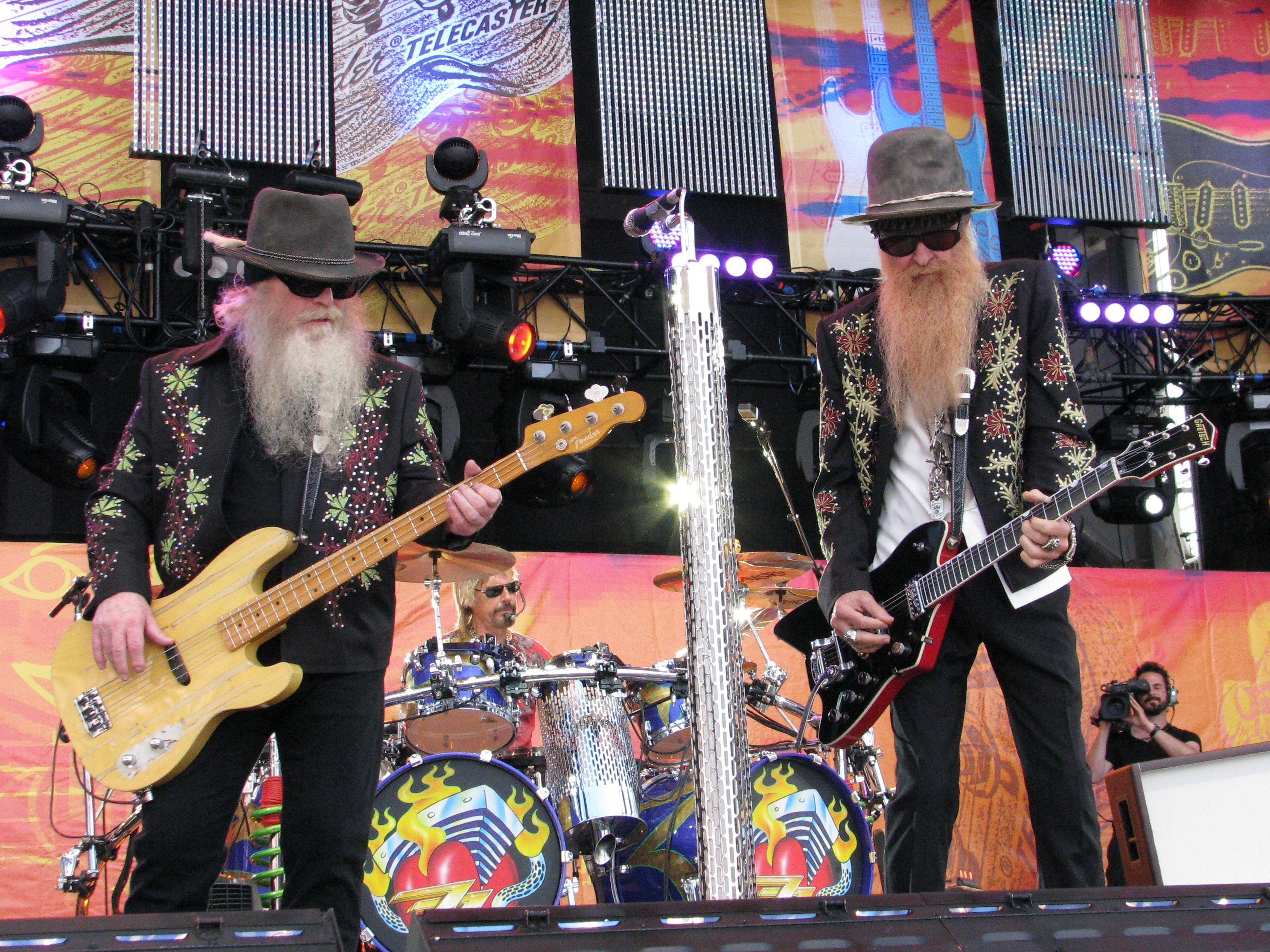
US・ブリッジビュー公演（2010年6月）
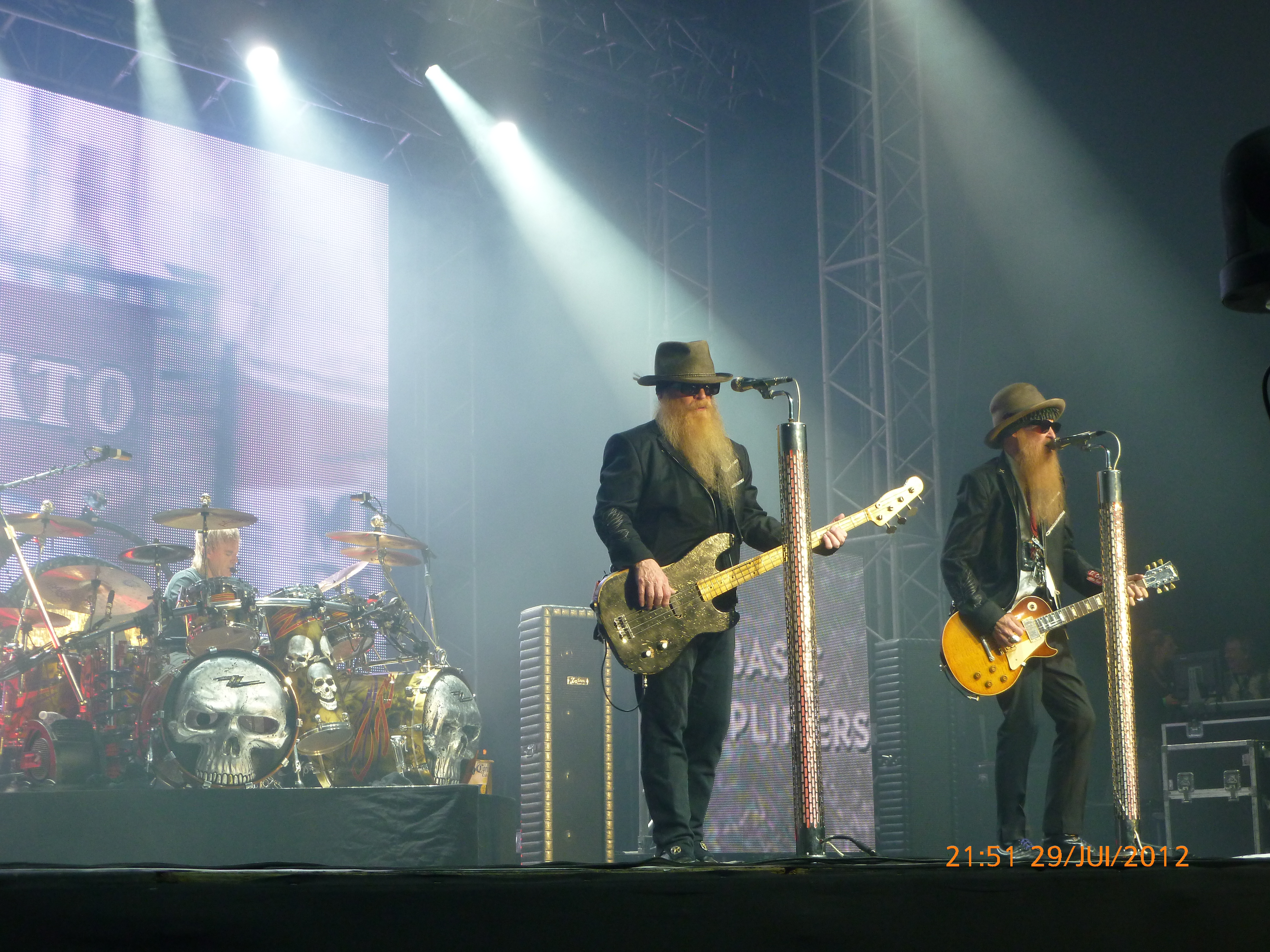
フランス・サン＝ジュリアン公演（2012年7月）
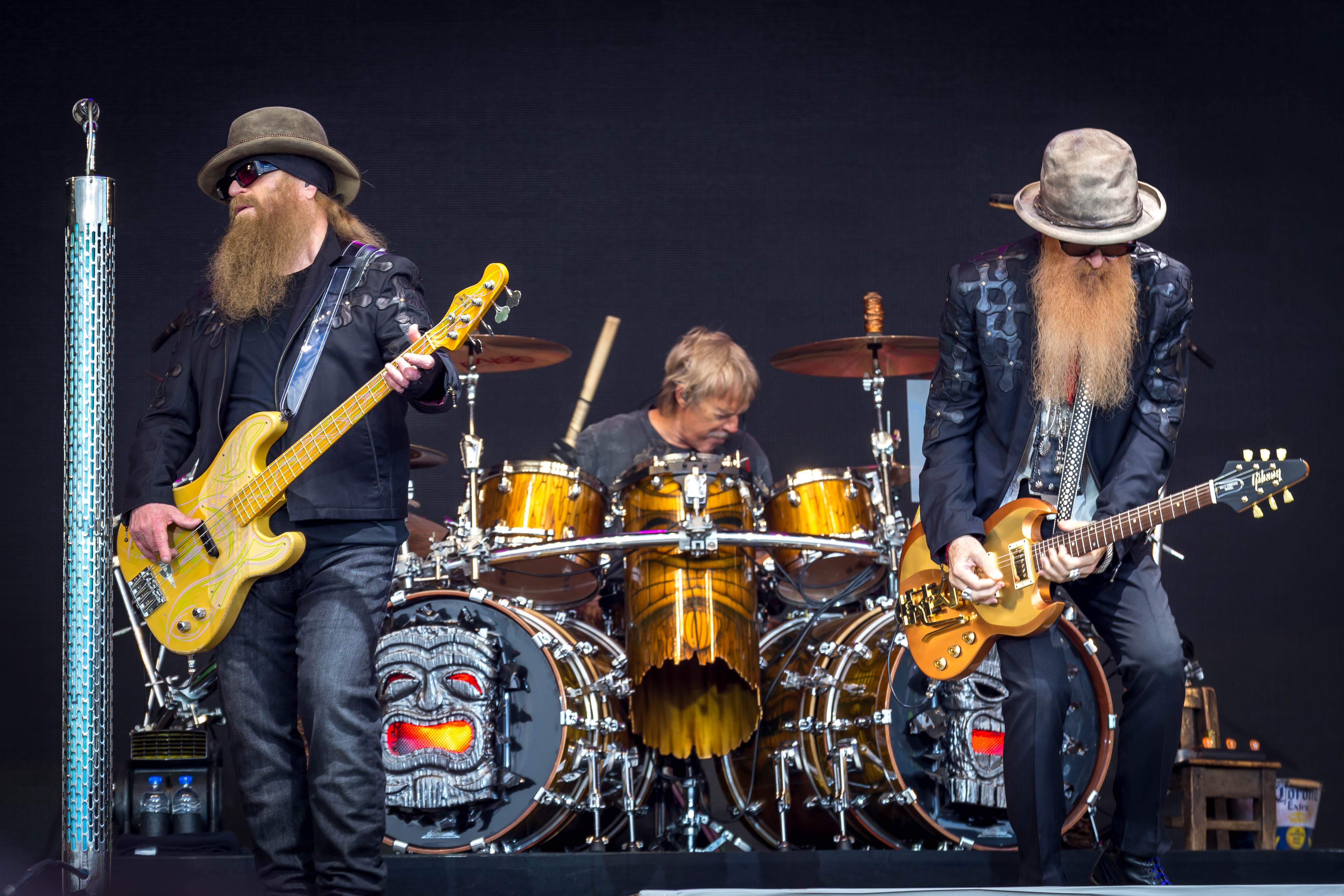
UK・グラストンベリー公演（2016年6月）
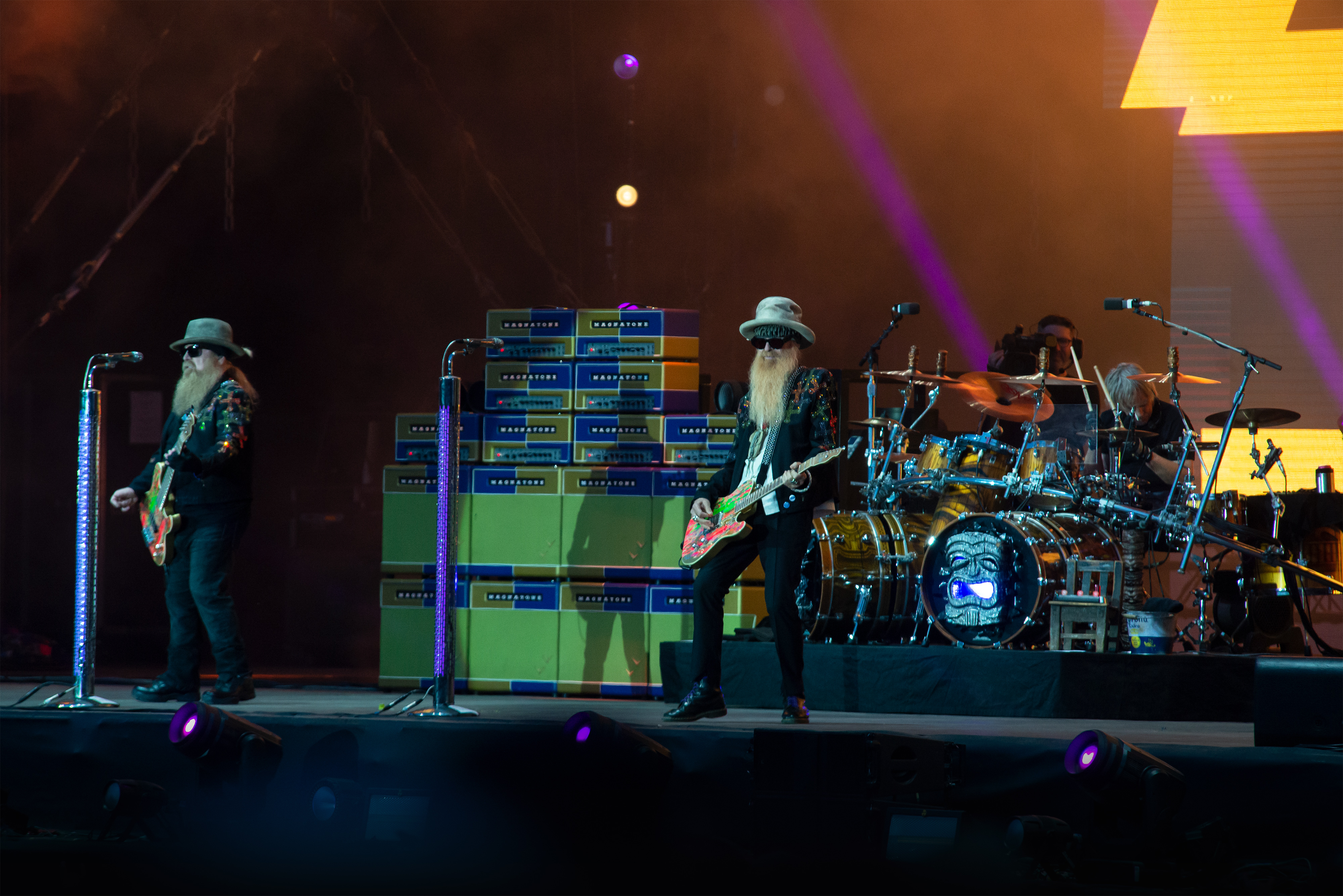
フランス・クリソン公演（2019年6月）
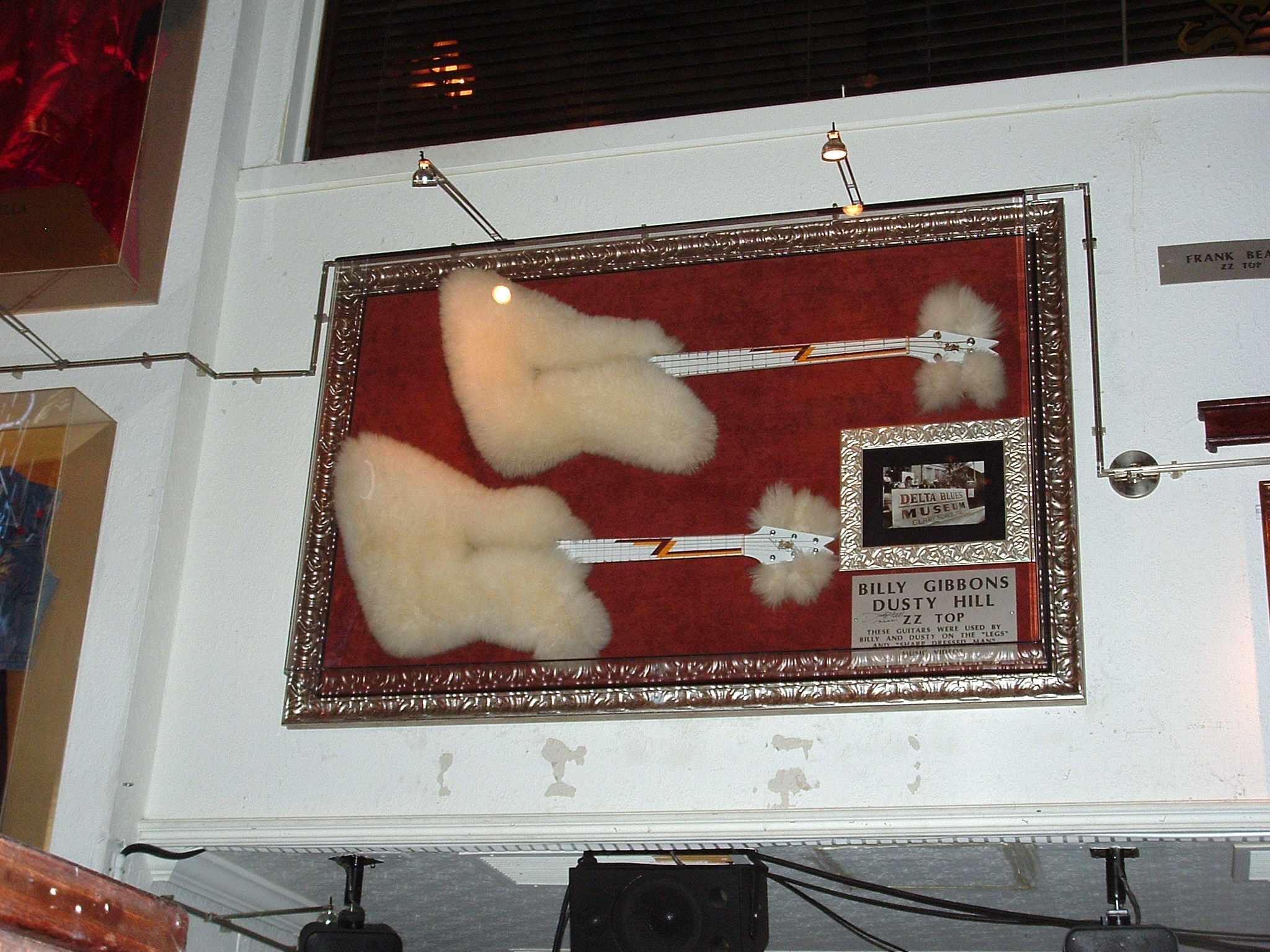
展示しているカスタムギター&ベース（USAダラスのハードロック・カフェ）

## ディスコグラフィ
| 発表年 | 邦題                                         | 原題                                    | 備考                                                                   |
| ------ | -------------------------------------------- | --------------------------------------- | ---------------------------------------------------------------------- |
| 1971年 | ZZトップ・ファースト・アルバム               | ZZ Top's First Album                    | 1stアルバム、当初は輸入版のみ。                                        |
| 1972年 | リオ・グランデ・マッド                       | Rio Grande Mud                          | 2ndアルバム、当初は輸入版のみ。ビルボード・ポップアルバムチャート104位 |
| 1973年 | トレス・オンブレス                           | Tres Hombres                            | 3rdアルバム。 ビルボード・ポップアルバムチャート8位 プラチナム         |
| 1975年 | ファンダンゴ!                                | Fandango!                               | 4thアルバム。 ビルボード・ポップアルバムチャート10位 ゴールド          |
| 1976年 | テハス                                       | Tejas                                   | 5thアルバム。 ビルボード・ポップアルバムチャート17位 ゴールド          |
| 1977年 | ベスト・オブ・ZZトップ                       | Best Of ZZ Top                          |                                                                        |
| 1979年 | 皆殺しの挽歌                                 | Degüello                                | 6thアルバム。 ビルボード・ポップアルバムチャート24位 ゴールド          |
| 1981年 | エル・ロコ                                   | El Loco                                 | 7thアルバム。 ビルボード・ポップアルバムチャート17位 ゴールド          |
| 1983年 | イリミネイター                               | Eliminator                              | 8thアルバム。 ビルボードチャート9位 ダイアモンド                       |
| 1985年 | アフターバーナー                             | Afterburner                             | 9thアルバム。 ビルボードチャート4位 5Xプラチナム                       |
| 1987年 | シックス・パック                             | Six Pack                                |                                                                        |
| 1990年 | リサイクラー                                 | Recycler                                | 10thアルバム。 ビルボードチャート6位 プラチナム                        |
| 1992年 | グレイテスト・ヒッツ                         | ZZ Top's Greatest Hits                  |                                                                        |
| 1994年 | アンテナ                                     | Antenna                                 | 11thアルバム。 ビルボードチャート14位 プラチナム                       |
| 1994年 | ワン・フット・イン・ザ・ブルース             | One Foot In The Blues                   |                                                                        |
| 1996年 | リズミーン                                   | Rhythmeen                               | 12thアルバム。 ビルボードチャート29位                                  |
| 1999年 | XXX-トリプルX                                | XXX                                     | 13thアルバム。 ビルボードチャート100位                                 |
| 2003年 | メスカレロ                                   | Mescalero                               | 14thアルバム。 ビルボードチャート57位                                  |
| 2003年 | クローム・スモーク・アンド・バーベキュー     | Chrome, Smoke & BBQ                     |                                                                        |
| 2004年 | ランチョ・テキシカーノ・ベリー・ベスト・オブ | Rancho Texicano Very Best Of            |                                                                        |
| 2012年 |                                              | La Futura                               | 15thアルバム。ビルボードチャート6位                                    |
| 1992年 | グレイテスト・ヒッツ-ビデオ・コレクション    | Greatest Hits Video Collection          |                                                                        |
| 2004年 | クロスロード・ギター・フェスティバル         | Eric Clapton Crossroads Guitar Festival | ZZ TOPは2曲出演                                                        |

## 来日履歴
メンバーが一人でも来日しているものを取り上げる。
ライブではギブソンのレスポール’５９は使わず、トーカイのLS-200を使用。
理由に「ギブソンは、盗難がこわいから・・・」
- 1986年 プロモーション来日。音楽雑誌のインタビューなど。
- 1987年 アフターバーナー・ツアー。2月17日 日本武道館、2月18日 横浜文化体育館、大阪城ホール
- 1999年 フジ・ロック・フェスティバル'99 出演。
- 2002年 第11回 横浜ホットロッドカスタムショーに、愛車、バイクと共にビリーのみゲスト参加。
- 2005年 第14回 横浜ホットロッドカスタムショーに、愛車 CadZZilla と共にビリーがゲスト参加。

## 日本のメディアに出演（来日を除く）
メンバーが一人も来日せずに日本国外で収録されたものを取り上げる。
- 1998年 軽自動車 ホンダ・ZのTVCMに出演

## Hogzzilla
Hogzzilla（ホジラ）はZZトップが所有するハーレーダビッドソン社製のオートバイを改造した改造バイクである。まったく同じ仕様のものが2台作成された。同時期に製作されたCadzzilla（キャジラ、1949年製キャデラックの改造車）と、カラーリングや各パーツの形状がまったく同じで、流線的なボディもよく似ている。名前の由来は、ハーレーとゴジラを掛け合わせたものである。ちなみに、上記「Cadzzilla」の名前はキャデラックとゴジラを掛け合わせたもの。